# Josef Vlastimil Kamarýt
Josef Vlastimil Kamarýt (21. ledna 1797 Velešín – 19. března 1833, Tábor) byl český katolický kněz, básník a vlastenec doby obrozenecké.

## Mládí a studia
Narodil se jako nejstarší syn ze 13 dětí rolníka a pekaře Jana Kamarýta a jeho ženy Alžběty, byl pokřtěn Josef. Jméno Vlastimil jako druhé přijal až později podle vzoru jiných vlastenců. Studoval na českobudějovickém gymnáziu, seznámil se zde se strakonickým rodákem F. L. Čelakovským (1797–1852) a rodákem z Bavorova Josefem Krasoslavem Chmelenským (1800–1839). Tyto mladé vlastence spojoval zejména obdiv k jihočeské lidové písni. V roce 1818 studoval filozofii na Karlo-Ferdinandově univerzitě v Praze; s Čelakovským zde opět měli mnoho společných zájmů a navštěvovali zejména přednášky pokrokového filozofa a teologa Bernarda Bolzana. Studium filozofie ukončil v roce 1820 na filozofickém ústavu českobudějovických piaristů. V letech 1820 až 1824 studoval teologii na českobudějovickém biskupském semináři. Dne 24. srpna 1824 byl vysvěcen na kněze.

## Tábor a Klokoty
Na přelomu let 1824–1825 nastoupil jako kaplan v Táboře a brzy byl přeložen na farnost do nedalekých Klokot. Josef Vlastimil Kamarýt jako kněz navštěvoval ve své farnosti nemocné cholerou v zimě 1832–1833, sám několikrát onemocněl a po krátké nemoci zemřel 9. března 1833.

## Tvorba
Překládal, sbíral písně, psal básně (jeho první tištěné vyšly roku 1817); publikoval v tehdejších časopisech (např. v Rozmanitostech, Poutníku slovanském, Čechoslavu, Květech).
Jako klokotský farář si Kamarýt stále prohluboval znalosti jazyků (francouzština, angličtina, polština a ruština) a překládal mnohá cizí literární díla, což vzbudilo kladný ohlas u Františka Palackého a jiných předních českých vlastenců.
Kromě Čelakovského si Kamarýt často dopisoval i s dalšími významnými českými spisovateli té doby, např. s Josefou Pedálovou.

### Z díla
- Básně s milostnou, vlasteneckou a přírodní lyrikou i epikou, ovlivněné lidovými baladami byly zásluhou F. L. Čelakovského vydány roku 1822 v Praze jako „Smíšené básně J. V. Kamarýta“.

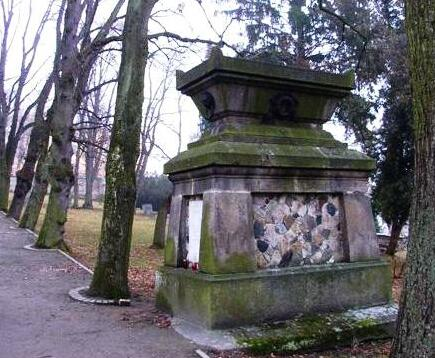
Tábor – Park pod Kotnovem (bývalé Staré hřbitovy); náhrobek Josefa Vlastimila Kamarýta

- 246 sebraných českých církevních písní vydal ve dvou dílech „Českých národních duchovních písní“. Zlomek zamýšleného díla, vydat je i s nápěvy, zůstal zachován v Kancionálu klokotském.
- Shromážděné lidové písně, výsledek Kamarýtovy činnosti, se staly jedním z Čelakovského inspiračních zdrojů.
- Soustředil asi 800 citátů tehdejších spisovatelů, mravních průpovídek a přísloví; několikrát vydány a jejich rozšířené vydání pak roku 1897 pod názvem „Pomněnky neb rýmované průpovědi nábožnosti, mravnosti a moudrosti, dárek milé mládeži a mládeže milovníkům“.

## Památka

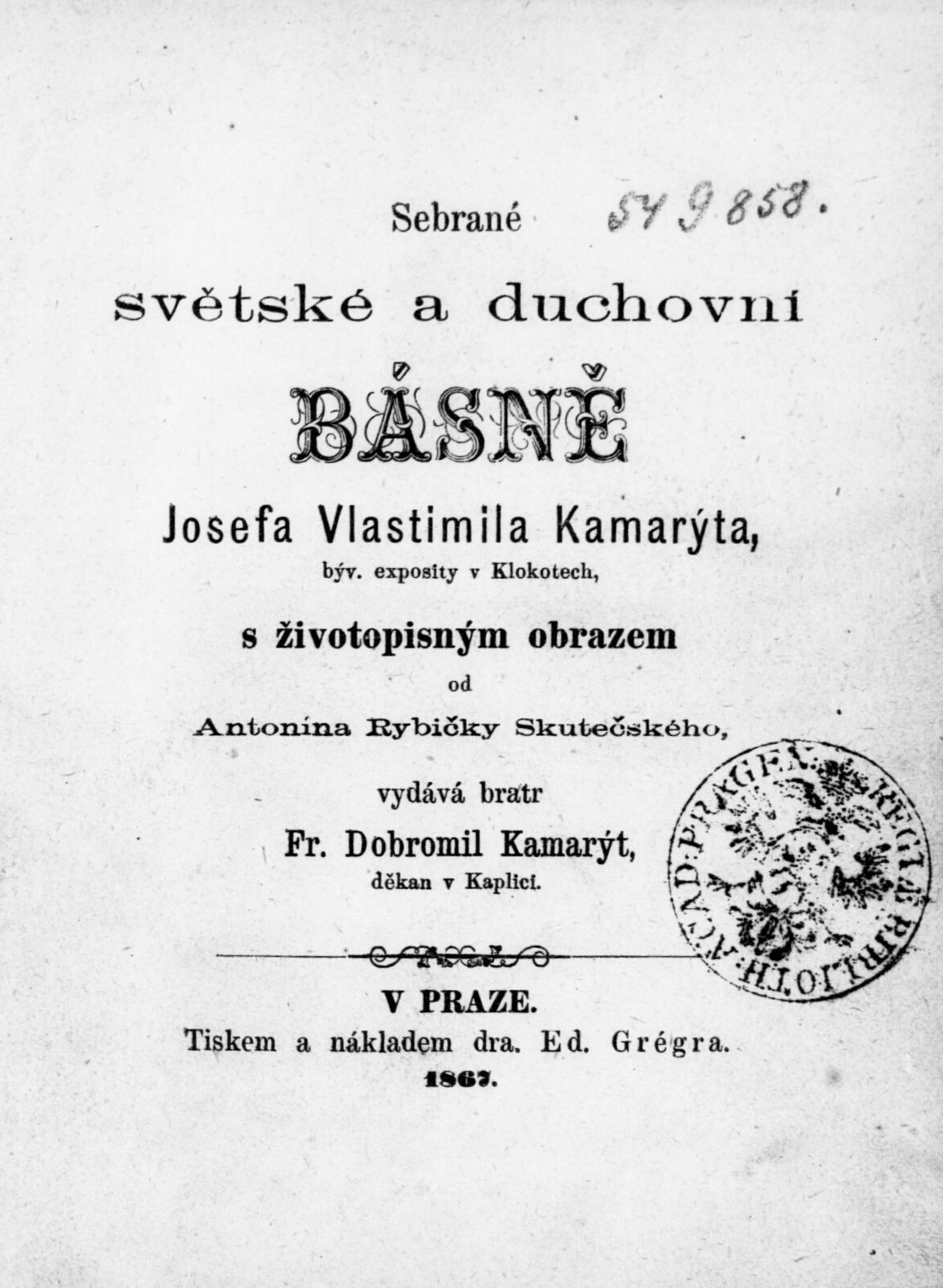
Josef Vlastimil Kamarýt: Sebrané básně (titulní strana, 1867)

Pochován byl v Táboře (na starém hřbitově nedaleko hradu Kotnov). V roce 1867 zde byl odhalen J. V. Kamarýtovi náhrobek. Od roku 1973 je na místě „Starých hřbitovů“ otevřen pro veřejnost „Park pod Kotnovem“ a památný náhrobek J. V. Kamarýta je zde zachován. V čelní desce má mimo jiné též slova věnování : „Od ctitelů řízením studujících vys. škol z Tábora; velkou zásluhu na zbudování této památky měl také mladší bratr – buditel František Dobromil Kamarýt, který také u příležitosti postavení náhrobku vydal  „Sebrané světské a duchovní Básně Josefa Vlastimila Kamarýta“ (vyd. Praha, 1867) a jeho životopisný obraz.
- Dobové foto hrobu na starém hřbitově (z archivu Šechtl a Voseček[6])
- V centru města Velešín nese náměstí jméno významného rodáka;
- V Táboře nese Kamarýtovo jméno ulice spojující Dobrovského a Kolárovu ulici (poblíž Botanické zahrady), v Českých Budějovicích ulice ve čtvrti Suché Vrbné. Svou ulici má Kamarýt též v Ostravě.
- Kamarýtův rodný dům byl v roce 2001 za kontroverzních okolností zbourán.[5]